# Oxenstierna

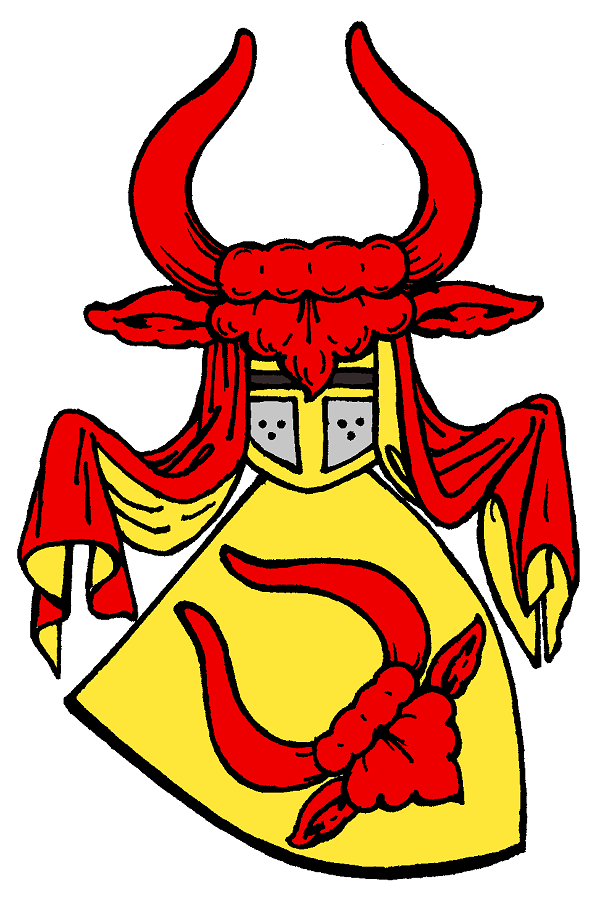

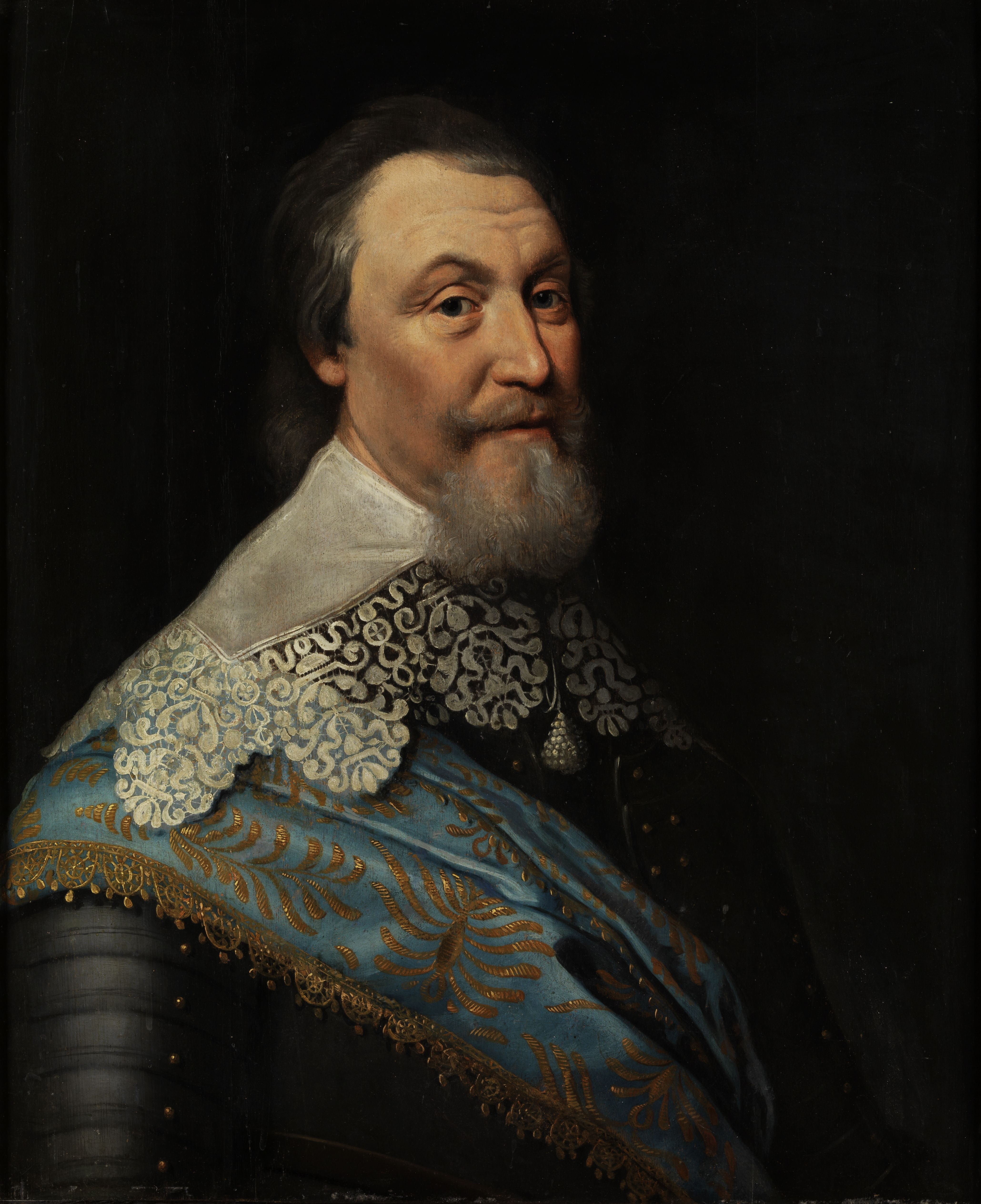
Axel Oxenstierna

Oxenstierna är en månghövdad svensk uradlig ätt från Småland, som är en av Sveriges äldsta adelsätter. Från ätten har flera grenar avknoppats: Oxenstierna af Croneborg, Oxenstierna af Eka och Lindö, Oxenstierna af Korsholm och Wasa och Oxenstierna af Södermöre.

## Historik
Under medeltiden var flera ättmedlemmar riksråd och rikskansler, och flera personer spelade andra betydande roller i svenskt statsliv, varav den mest namnkunnige torde vara Axel Oxenstierna.
Ätten härstammar troligen från en Nils i Långserum, Svenarums socken i norra Småland. Hans son Gjurd Nilsson (död efter 1312) är den förste som kan beläggas ha brukat ett vapen med en oxpanna med två därifrån utgående horn (Oxenstirn betyder "oxpanna" på tyska). Om dennes ätt känner man inte till något vidare.
Gjurd Nilssons bror Mathias Nilsson är endast känd genom ett salubrev till Nydala kloster 1300, där han sägs vara far till Ingeborg Mattiasdotter (död efter 1344), abbedissa i Gudhems kloster och Lucia Mattiasdotter gift med frälsemannen Torsten Vigolfsson till Villstorp i Forserums socken, som 1292 bytte Villstorp mot Fallnafors i Malmbäcks socken.
Torsten Vigolfsson förde i sitt vapen en delad sköld med två enkeltinnade rutor i det övre fältet och ett fallande blad med stjälk i det nedre. han var sannolikt bror till Linköpingskaniken och prosten i Njudung, Håkan, , den Håkan (död troligen 1369), som var kanik i Linköping och kyrkoherde i Norra Sandsjö i Småland, och som i dokument angående biskopsmördaren Mats Gustavsson (sparre) är omnämnd som  Håkan i Sandsjö,  och förde Oxenstiernas vapen, medan Gustavsson förde en sparre.  
Det har antagits att Torsten Vigolfsson varit far till ett antal personer som fört det oxenstiernska vapnet, däribland Håkan Torstensson (död troligen 1369) och Nils Torstensson (död efter 1348). Nils Torstensson blev far till Bengt Nilsson, som gifte sig med marsken Sten Turessons änka. Hon var enda dotter till Nils Ambjörnsson, och genom detta giftermål kom släkten i besittning av Ängsö, och Bengt Nilsson lyckades även bli både riddare och riksråd, och därmed förde upp ätten i högadelns krets.
Bengt Nilssons var far till sönerna Arvid Bengtsson (Oxenstierna) och Jöns Bengtsson (Oxenstierna) d.ä.. och dottern Bengta. Kung Gustav Vasa härstammar från Bengt Nilssons dotter Bengta Bengtsdotter.
Släktträd upprättat efter den grafiska släkttavla som Hans Gillingstam anger 1952 för Matts Gustavssons familj i utredningen Ätterna Oxenstierna och Vasa under medeltiden: släkthistoriska studier.
|                                                 |                                                 |                                                 |                                                 |                                                 |                                                 |  |  |                  |                  |                  |                  |                  |                  |  |  |                          |                          |                          |                          |                          |                          |           |           |                                              |                                              |                                              |                                              | Mats Nilsson                                              |                                                           |                                                           |                                                           |                                                                      |                                                                      |                                                                      |                                                                      |                                                                      |                                                                      |                    |                    |                                        |                                        |                                        |                                        |                                        |                                        |                              |                              |                                                     |                                                     |                                                     |                                                     |                                                     |                                                     |                   |                   |                   |                   |                   |                   |                     |                     |                     |                     |                     |                     |                  |                  |                  |                  |                  |                  |                                                          |                                                          |                                                          |                                                          |                                                          |                                                          |  |  |  |  |  |  |  |  |  |  |  |  |  |  |  |  |  |  |  |  |  |  |  |  |  |  |  |  |  |  |  |  |  |  |  |  |
|                                                 |                                                 |                                                 |                                                 |                                                 |                                                 |  |  |                  |                  |                  |                  |                  |                  |  |  |                          |                          |                          |                          |                          |                          |           |           |                                              |                                              |                                              |                                              |                                                           |                                                           |                                                           |                                                           |                                                                      |                                                                      |                                                                      |                                                                      |                                                                      |                                                                      |                    |                    |                                        |                                        |                                        |                                        |                                        |                                        |                              |                              |                                                     |                                                     |                                                     |                                                     |                                                     |                                                     |                   |                   |                   |                   |                   |                   |                     |                     |                     |                     |                     |                     |                  |                  |                  |                  |                  |                  |                                                          |                                                          |                                                          |                                                          |                                                          |                                                          |  |  |  |  |  |  |  |  |  |  |  |  |  |  |  |  |  |  |  |  |  |  |  |  |  |  |  |  |  |  |  |  |  |  |  |  |
|                                                 |                                                 |                                                 |                                                 |                                                 |                                                 |  |  |                  |                  |                  |                  |                  |                  |  |  |                          |                          |                          |                          |                          |                          |           |           |                                              |                                              |                                              |                                              |                                                           |                                                           |                                                           |                                                           |                                                                      |                                                                      |                                                                      |                                                                      |                                                                      |                                                                      |                    |                    |                                        |                                        |                                        |                                        |                                        |                                        |                              |                              |                                                     |                                                     |                                                     |                                                     |                                                     |                                                     |                   |                   |                   |                   |                   |                   |                     |                     |                     |                     |                     |                     |                  |                  |                  |                  |                  |                  |                                                          |                                                          |                                                          |                                                          |                                                          |                                                          |  |  |  |  |  |  |  |  |  |  |  |  |  |  |  |  |  |  |  |  |  |  |  |  |  |  |  |  |  |  |  |  |  |  |  |  |
|                                                 |                                                 |                                                 |                                                 |                                                 |                                                 |  |  |                  |                  |                  |                  |                  |                  |  |  |                          |                          |                          |                          | Abjörn NN                | Abjörn NN                | Abjörn NN | Abjörn NN | Abjörn NN                                    | Abjörn NN                                    |                                              |                                              | NN Matsdotter Gift med 1. Abjörn NN 2. Torsten Vigolfsson | NN Matsdotter Gift med 1. Abjörn NN 2. Torsten Vigolfsson | NN Matsdotter Gift med 1. Abjörn NN 2. Torsten Vigolfsson | NN Matsdotter Gift med 1. Abjörn NN 2. Torsten Vigolfsson | NN Matsdotter Gift med 1. Abjörn NN 2. Torsten Vigolfsson            | NN Matsdotter Gift med 1. Abjörn NN 2. Torsten Vigolfsson            |                                                                      |                                                                      | Torsten Vigolfsson                                                   | Torsten Vigolfsson                                                   | Torsten Vigolfsson | Torsten Vigolfsson | Torsten Vigolfsson                     | Torsten Vigolfsson                     |                                        |                                        | Ingborg Matsdotter abbedissa           | Ingborg Matsdotter abbedissa           | Ingborg Matsdotter abbedissa | Ingborg Matsdotter abbedissa | Ingborg Matsdotter abbedissa                        | Ingborg Matsdotter abbedissa                        |                                                     |                                                     | Bengta Matsdotter                                   | Bengta Matsdotter                                   | Bengta Matsdotter | Bengta Matsdotter | Bengta Matsdotter | Bengta Matsdotter |                   |                   | Holmborg Matsdotter | Holmborg Matsdotter | Holmborg Matsdotter | Holmborg Matsdotter | Holmborg Matsdotter | Holmborg Matsdotter |                  |                  | Lucia Matsdotter | Lucia Matsdotter | Lucia Matsdotter | Lucia Matsdotter | Lucia Matsdotter                                         | Lucia Matsdotter                                         |                                                          |                                                          |                                                          |                                                          |  |  |  |  |  |  |  |  |  |  |  |  |  |  |  |  |  |  |  |  |  |  |  |  |  |  |  |  |  |  |  |  |  |  |  |  |
|                                                 |                                                 |                                                 |                                                 |                                                 |                                                 |  |  |                  |                  |                  |                  |                  |                  |  |  |                          |                          |                          |                          | Abjörn NN                | Abjörn NN                | Abjörn NN | Abjörn NN | Abjörn NN                                    | Abjörn NN                                    |                                              |                                              | NN Matsdotter Gift med 1. Abjörn NN 2. Torsten Vigolfsson | NN Matsdotter Gift med 1. Abjörn NN 2. Torsten Vigolfsson | NN Matsdotter Gift med 1. Abjörn NN 2. Torsten Vigolfsson | NN Matsdotter Gift med 1. Abjörn NN 2. Torsten Vigolfsson | NN Matsdotter Gift med 1. Abjörn NN 2. Torsten Vigolfsson            | NN Matsdotter Gift med 1. Abjörn NN 2. Torsten Vigolfsson            |                                                                      |                                                                      | Torsten Vigolfsson                                                   | Torsten Vigolfsson                                                   | Torsten Vigolfsson | Torsten Vigolfsson | Torsten Vigolfsson                     | Torsten Vigolfsson                     |                                        |                                        | Ingborg Matsdotter abbedissa           | Ingborg Matsdotter abbedissa           | Ingborg Matsdotter abbedissa | Ingborg Matsdotter abbedissa | Ingborg Matsdotter abbedissa                        | Ingborg Matsdotter abbedissa                        |                                                     |                                                     | Bengta Matsdotter                                   | Bengta Matsdotter                                   | Bengta Matsdotter | Bengta Matsdotter | Bengta Matsdotter | Bengta Matsdotter |                   |                   | Holmborg Matsdotter | Holmborg Matsdotter | Holmborg Matsdotter | Holmborg Matsdotter | Holmborg Matsdotter | Holmborg Matsdotter |                  |                  | Lucia Matsdotter | Lucia Matsdotter | Lucia Matsdotter | Lucia Matsdotter | Lucia Matsdotter                                         | Lucia Matsdotter                                         |                                                          |                                                          |                                                          |                                                          |  |  |  |  |  |  |  |  |  |  |  |  |  |  |  |  |  |  |  |  |  |  |  |  |  |  |  |  |  |  |  |  |  |  |  |  |
|                                                 |                                                 |                                                 |                                                 |                                                 |                                                 |  |  |                  |                  |                  |                  |                  |                  |  |  |                          |                          |                          |                          |                          |                          |           |           |                                              |                                              |                                              |                                              |                                                           |                                                           |                                                           |                                                           |                                                                      |                                                                      |                                                                      |                                                                      |                                                                      |                                                                      |                    |                    |                                        |                                        |                                        |                                        |                                        |                                        |                              |                              |                                                     |                                                     |                                                     |                                                     |                                                     |                                                     |                   |                   |                   |                   |                   |                   |                     |                     |                     |                     |                     |                     |                  |                  |                  |                  |                  |                  |                                                          |                                                          |                                                          |                                                          |                                                          |                                                          |  |  |  |  |  |  |  |  |  |  |  |  |  |  |  |  |  |  |  |  |  |  |  |  |  |  |  |  |  |  |  |  |  |  |  |  |
|                                                 |                                                 |                                                 |                                                 |                                                 |                                                 |  |  |                  |                  |                  |                  |                  |                  |  |  |                          |                          |                          |                          |                          |                          |           |           |                                              |                                              |                                              |                                              |                                                           |                                                           |                                                           |                                                           |                                                                      |                                                                      |                                                                      |                                                                      |                                                                      |                                                                      |                    |                    |                                        |                                        |                                        |                                        |                                        |                                        |                              |                              |                                                     |                                                     |                                                     |                                                     |                                                     |                                                     |                   |                   |                   |                   |                   |                   |                     |                     |                     |                     |                     |                     |                  |                  |                  |                  |                  |                  |                                                          |                                                          |                                                          |                                                          |                                                          |                                                          |  |  |  |  |  |  |  |  |  |  |  |  |  |  |  |  |  |  |  |  |  |  |  |  |  |  |  |  |  |  |  |  |  |  |  |  |
|                                                 |                                                 |                                                 |                                                 |                                                 |                                                 |  |  |                  |                  |                  |                  |                  |                  |  |  |                          |                          |                          |                          |                          |                          |           |           |                                              |                                              |                                              |                                              |                                                           |                                                           |                                                           |                                                           |                                                                      |                                                                      |                                                                      |                                                                      |                                                                      |                                                                      |                    |                    |                                        |                                        |                                        |                                        |                                        |                                        |                              |                              |                                                     |                                                     |                                                     |                                                     |                                                     |                                                     |                   |                   |                   |                   |                   |                   |                     |                     |                     |                     |                     |                     |                  |                  |                  |                  |                  |                  |                                                          |                                                          |                                                          |                                                          |                                                          |                                                          |  |  |  |  |  |  |  |  |  |  |  |  |  |  |  |  |  |  |  |  |  |  |  |  |  |  |  |  |  |  |  |  |  |  |  |  |
|                                                 |                                                 |                                                 |                                                 |                                                 |                                                 |  |  |                  |                  |                  |                  |                  |                  |  |  |                          |                          |                          |                          |                          |                          |           |           |                                              |                                              |                                              |                                              |                                                           |                                                           |                                                           |                                                           |                                                                      |                                                                      |                                                                      |                                                                      |                                                                      |                                                                      |                    |                    |                                        |                                        |                                        |                                        |                                        |                                        |                              |                              |                                                     |                                                     |                                                     |                                                     |                                                     |                                                     |                   |                   |                   |                   |                   |                   |                     |                     |                     |                     |                     |                     |                  |                  |                  |                  |                  |                  |                                                          |                                                          |                                                          |                                                          |                                                          |                                                          |  |  |  |  |  |  |  |  |  |  |  |  |  |  |  |  |  |  |  |  |  |  |  |  |  |  |  |  |  |  |  |  |  |  |  |  |
| Margareta Abjörnsdotter Gift med Johan Sonesson | Margareta Abjörnsdotter Gift med Johan Sonesson | Margareta Abjörnsdotter Gift med Johan Sonesson | Margareta Abjörnsdotter Gift med Johan Sonesson | Margareta Abjörnsdotter Gift med Johan Sonesson | Margareta Abjörnsdotter Gift med Johan Sonesson |  |  | Bengt Abjörnsson | Bengt Abjörnsson | Bengt Abjörnsson | Bengt Abjörnsson | Bengt Abjörnsson | Bengt Abjörnsson |  |  | Gustaf Abjörnsson        | Gustaf Abjörnsson        | Gustaf Abjörnsson        | Gustaf Abjörnsson        | Gustaf Abjörnsson        | Gustaf Abjörnsson        |           |           | Elena Abjörnsdotter Gift med Knut Sigvidsson | Elena Abjörnsdotter Gift med Knut Sigvidsson | Elena Abjörnsdotter Gift med Knut Sigvidsson | Elena Abjörnsdotter Gift med Knut Sigvidsson | Elena Abjörnsdotter Gift med Knut Sigvidsson              | Elena Abjörnsdotter Gift med Knut Sigvidsson              |                                                           |                                                           | Ingrid Abjörnsdotter Gift med Håkan Bårdsson                         | Ingrid Abjörnsdotter Gift med Håkan Bårdsson                         | Ingrid Abjörnsdotter Gift med Håkan Bårdsson                         | Ingrid Abjörnsdotter Gift med Håkan Bårdsson                         | Ingrid Abjörnsdotter Gift med Håkan Bårdsson                         | Ingrid Abjörnsdotter Gift med Håkan Bårdsson                         |                    |                    | Ingeborg Torstensdotter Nunna i Gudhem | Ingeborg Torstensdotter Nunna i Gudhem | Ingeborg Torstensdotter Nunna i Gudhem | Ingeborg Torstensdotter Nunna i Gudhem | Ingeborg Torstensdotter Nunna i Gudhem | Ingeborg Torstensdotter Nunna i Gudhem |                              |                              | Nils Torstensson                                    | Nils Torstensson                                    | Nils Torstensson                                    | Nils Torstensson                                    | Nils Torstensson                                    | Nils Torstensson                                    |                   |                   | Bengt Torstensson | Bengt Torstensson | Bengt Torstensson | Bengt Torstensson | Bengt Torstensson   | Bengt Torstensson   |                     |                     | Mats Torstensson    | Mats Torstensson    | Mats Torstensson | Mats Torstensson | Mats Torstensson | Mats Torstensson |                  |                  | Håkan Torstensson Kanik i Linköping Kyrkoherde i Sandsjö | Håkan Torstensson Kanik i Linköping Kyrkoherde i Sandsjö | Håkan Torstensson Kanik i Linköping Kyrkoherde i Sandsjö | Håkan Torstensson Kanik i Linköping Kyrkoherde i Sandsjö | Håkan Torstensson Kanik i Linköping Kyrkoherde i Sandsjö | Håkan Torstensson Kanik i Linköping Kyrkoherde i Sandsjö |  |  |  |  |  |  |  |  |  |  |  |  |  |  |  |  |  |  |  |  |  |  |  |  |  |  |  |  |  |  |  |  |  |  |  |  |
| Margareta Abjörnsdotter Gift med Johan Sonesson | Margareta Abjörnsdotter Gift med Johan Sonesson | Margareta Abjörnsdotter Gift med Johan Sonesson | Margareta Abjörnsdotter Gift med Johan Sonesson | Margareta Abjörnsdotter Gift med Johan Sonesson | Margareta Abjörnsdotter Gift med Johan Sonesson |  |  | Bengt Abjörnsson | Bengt Abjörnsson | Bengt Abjörnsson | Bengt Abjörnsson | Bengt Abjörnsson | Bengt Abjörnsson |  |  | Gustaf Abjörnsson        | Gustaf Abjörnsson        | Gustaf Abjörnsson        | Gustaf Abjörnsson        | Gustaf Abjörnsson        | Gustaf Abjörnsson        |           |           | Elena Abjörnsdotter Gift med Knut Sigvidsson | Elena Abjörnsdotter Gift med Knut Sigvidsson | Elena Abjörnsdotter Gift med Knut Sigvidsson | Elena Abjörnsdotter Gift med Knut Sigvidsson | Elena Abjörnsdotter Gift med Knut Sigvidsson              | Elena Abjörnsdotter Gift med Knut Sigvidsson              |                                                           |                                                           | Ingrid Abjörnsdotter Gift med Håkan Bårdsson                         | Ingrid Abjörnsdotter Gift med Håkan Bårdsson                         | Ingrid Abjörnsdotter Gift med Håkan Bårdsson                         | Ingrid Abjörnsdotter Gift med Håkan Bårdsson                         | Ingrid Abjörnsdotter Gift med Håkan Bårdsson                         | Ingrid Abjörnsdotter Gift med Håkan Bårdsson                         |                    |                    | Ingeborg Torstensdotter Nunna i Gudhem | Ingeborg Torstensdotter Nunna i Gudhem | Ingeborg Torstensdotter Nunna i Gudhem | Ingeborg Torstensdotter Nunna i Gudhem | Ingeborg Torstensdotter Nunna i Gudhem | Ingeborg Torstensdotter Nunna i Gudhem |                              |                              | Nils Torstensson                                    | Nils Torstensson                                    | Nils Torstensson                                    | Nils Torstensson                                    | Nils Torstensson                                    | Nils Torstensson                                    |                   |                   | Bengt Torstensson | Bengt Torstensson | Bengt Torstensson | Bengt Torstensson | Bengt Torstensson   | Bengt Torstensson   |                     |                     | Mats Torstensson    | Mats Torstensson    | Mats Torstensson | Mats Torstensson | Mats Torstensson | Mats Torstensson |                  |                  | Håkan Torstensson Kanik i Linköping Kyrkoherde i Sandsjö | Håkan Torstensson Kanik i Linköping Kyrkoherde i Sandsjö | Håkan Torstensson Kanik i Linköping Kyrkoherde i Sandsjö | Håkan Torstensson Kanik i Linköping Kyrkoherde i Sandsjö | Håkan Torstensson Kanik i Linköping Kyrkoherde i Sandsjö | Håkan Torstensson Kanik i Linköping Kyrkoherde i Sandsjö |  |  |  |  |  |  |  |  |  |  |  |  |  |  |  |  |  |  |  |  |  |  |  |  |  |  |  |  |  |  |  |  |  |  |  |  |
|                                                 |                                                 |                                                 |                                                 |                                                 |                                                 |  |  |                  |                  |                  |                  |                  |                  |  |  | Mats Gustafsson (sparre) | Mats Gustafsson (sparre) | Mats Gustafsson (sparre) | Mats Gustafsson (sparre) | Mats Gustafsson (sparre) | Mats Gustafsson (sparre) |           |           |                                              |                                              |                                              |                                              |                                                           |                                                           |                                                           |                                                           | Bård Håkansson mördad av bröderna Inge Ingesson och Laurens Ingesson | Bård Håkansson mördad av bröderna Inge Ingesson och Laurens Ingesson | Bård Håkansson mördad av bröderna Inge Ingesson och Laurens Ingesson | Bård Håkansson mördad av bröderna Inge Ingesson och Laurens Ingesson | Bård Håkansson mördad av bröderna Inge Ingesson och Laurens Ingesson | Bård Håkansson mördad av bröderna Inge Ingesson och Laurens Ingesson |                    |                    |                                        |                                        |                                        |                                        |                                        |                                        |                              |                              | Bengt Nilsson stamfader för yngre ätten Oxenstierna | Bengt Nilsson stamfader för yngre ätten Oxenstierna | Bengt Nilsson stamfader för yngre ätten Oxenstierna | Bengt Nilsson stamfader för yngre ätten Oxenstierna | Bengt Nilsson stamfader för yngre ätten Oxenstierna | Bengt Nilsson stamfader för yngre ätten Oxenstierna |                   |                   |                   |                   |                   |                   |                     |                     |                     |                     |                     |                     |                  |                  |                  |                  |                  |                  |                                                          |                                                          |                                                          |                                                          |                                                          |                                                          |  |  |  |  |  |  |  |  |  |  |  |  |  |  |  |  |  |  |  |  |  |  |  |  |  |  |  |  |  |  |  |  |  |  |  |  |

Medlemmarna av släkten började på 1590-talet skriva sig Oxenstierna. Gabriel Kristiernsson Oxenstierna upphöjdes i samband med Erik XIV:s kröning till friherre. Hans ätt introducerades 1625 på riddarhuset som Oxenstierna af Eka och Lindö (1). Hans sonson Gabriel Bengtsson Oxenstierna blev 1651 upphöjd till greve och stamfar för ätten Oxenstierna af Korsholm och Wasa. Axel Oxenstierna erhöll 1645 grevskapet Södermöre och blev stamfar för grevliga ätten Oxenstierna af Södermöre (nummer 4), utslocknad 1708. Barn och barnbarn till Gabriel Gustafsson Oxenstierna blev 1651 upphöjda till grevligt stånd under namnet Oxenstierna af Croneborg (nummer 10), ätten utslocknade 1803.
Fortlevande är numera endast den grevliga grenen Oxenstierna af Korsholm och Wasa nummer 8.

## Personer från ätten Oxenstierna (urval)

### Alfabetiskt ordnade yngre namn
- Anna Oxenstierna (född 1963), golfspelare
- Axel Oxenstierna af Södermöre (1583–1654), greve, statsman, rikskansler
- Axel Gabriel Oxenstierna (1679–1755), astronom och militär
- Axel Ture Gabriel Oxenstierna (1823–1875), kabinettskammarherre
- Beata Oxenstierna (1591–1652), hovfunktionär
- Bengt Oxenstierna (1591–1643), riksråd och diplomat, ”Resare-Bengt”
- Bengt Oxenstierna (1623–1702), diplomat och generalguvernör
- Bengt Oxenstierna (präst) (1866–1935)
- Carl Oxenstierna (1737–1795), hovfunktionär
- Christiana Oxenstierna (1661–1701), orsakade skandal genom ofrälse äktenskap
- Erik Oxenstierna (1624–1656), rikskansler
- Erik Oxenstierna (1859–1913), överste
- Eva Oxenstierna (1671–1722), gift med Magnus Stenbock
- Gabriel Oxenstierna (1618–1647), rikskammarråd och lantmarskalk
- Gabriel Oxenstierna (1619–1673) af Korsholm och Wasa, riksråd och riksmarskalk
- Gabriel Oxenstierna (1642-1707), diplomat
- Gabriel Oxenstierna (1834–1904), tjänsteman och författare
- Gabriel Bengtsson Oxenstierna af Korsholm och Wasa (1586–1656), riksskattmästare
- Gabriel Gustafsson Oxenstierna af Eka och Lindö (1587–1640), riksdrots
- Gabriella Oxenstierna (1936–2022), översättare
- Gunnar Oxenstierna (1897–1939), filosof
- Gustaf Oxenstierna (1613–1648), gift med Maria Sofia De la Gardie (1627–1694)
- Gustaf Oxenstierna (1626–1693), riksråd och militär
- Gustaf Adolf Oxenstierna (1648–1697), överste och kammarherre
- Gustaf Göran Gabriel Oxenstierna (1793–1860), militär och hovfunktionär
- Göran Ludvig Oxenstierna (1756–1804), militär
- Johan Oxenstierna (1666-1733), författare
- Johan Axelsson Oxenstierna (1612–1657), diplomat
- Johan Gabriel Oxenstierna (1750–1818), skald och riksmarskalk
- Johan Gabriel Oxenstierna (idrottare) (1899–1995), greve, modern femkampare och kommendör
- Johan Gabrielsson Oxenstierna (1615–1664), militär och ämbetsman
- Krister Gabrielsson Oxenstierna (1545–1592), riksråd
- Kristina Oxenstierna (1610–1631)
- Ture Oxenstierna (1614–1669), överste och landshövding

### Äldre generationer
- Arvid Bengtsson (Oxenstierna), riddare (död 1401 eller 1402)
- Jöns Bengtsson (Oxenstierna) d.ä., riddare (död cirka 1399)
  - Nils Jönsson (Oxenstierna), riksföreståndare (död 1450)
    - Erik Nilsson (Oxenstierna), riksråd (död efter 1471)

  - Bengt Jönsson (Oxenstierna), lagman i Uppland (död omkr 1450)
    - Jöns Bengtsson (Oxenstierna) d.y., ärkebiskop (1417–67)
    - Kristiern Bengtsson (Oxenstierna) d.ä. (död omkr 1473) riksråd
      - Sten Kristiernsson (Oxenstierna) (död 1516)
      - Bengt Kristiernsson (Oxenstierna) (död 1495)
        - Kristiern Bengtsson (Oxenstierna) d.y. (död 1520) riksråd

### Yngre generationer
Gabriel Kristiernsson Oxenstierna, (död 1585)
- Erik Gabrielsson Oxenstierna (död 1594), ståthållare i Reval
  - Karl Eriksson Oxenstierna (1582–1629), riksråd
    - Erik Oxenstierna (1616–1662), landshövding
      - Åke Oxenstierna (1652–1714), kammarherre
        - Erik Oxenstierna (1682–1760), landshövding

  - Åke Eriksson Oxenstierna (1583–1653), krigsråd och landshövding
- Krister Gabrielsson Oxenstierna (1545–1592), riksråd
- Gustaf Gabrielsson Oxenstierna (1551–1597)
  - Axel Oxenstierna af Södermöre (1583–1654), greve, statsman, rikskansler 
    - Kristina Oxenstierna (1610–1631)
    - Johan Axelsson Oxenstierna (1612–1657), diplomat
    - Erik Axelsson Oxenstierna (1624–1656), rikskansler

  - Gabriel Gustafsson Oxenstierna af Eka och Lindö (1587–1640), riksdrots
    - Gustaf Gabrielsson Oxenstierna (1613–1648), gift med Maria Sofia De la Gardie (1627–1694)
    - Gabriel Gabrielsson Oxenstierna af Croneborg (1618–1647)
    - Ture Gabrielsson Oxenstierna (1614–1669)
      - Gabriel Turesson Oxenstierna (1642–1707)
        - Axel Gabriel Oxenstierna (1679–1755)

      - Johan Turesson Oxenstierna (1666–1733)
- Bengt Gabrielsson Oxenstierna (d.ä.) ca (1550–1591)
  - Gabriel Bengtsson Oxenstierna af Korsholm och Wasa (1586–1656), riksskattmästare
    - Gabriel Oxenstierna af Korsholm och Wasa (1619–1673), riksråd och riksmarskalk
      - Gustaf Adolf Gabrielsson Oxenstierna (1648–1697), överste och kammarherre
      - Gabriel Gabrielsson Oxenstierna
        - Göran Gabrielsson Oxenstierna
          - Johan Gabriel Oxenstierna af Korsholm och Wasa (1750–1818), författare
            - Gustaf Göran Gabriel Oxenstierna (1793–1860)

      - Christiana Oxenstierna (1661–1701)

    - Bengt Gabrielsson Oxenstierna af Korsholm och Wasa (1623–1702), diplomat och generalguvernör
      - Eva Magdalena Bengtsdotter Oxenstierna

    - Gustaf Gabrielsson Oxenstierna af Korsholm och Wasa (1626–1693), riksråd och militär

  - Bengt Bengtsson Oxenstierna af Eka och Lindö (1591–1643), ”Resare-Bengt”

### Övriga
- Göran Ludvig Oxenstierna af Korsholm och Wasa (1756–1804)
- Gabriel Oxenstierna (1834–1904), tjänsteman och författare
- Erik Carl Gabriel Oxenstierna (1859–1913), ryttmästare, överstelöjtnant vid generalstaben, överste
- Bengt Gabriel Oxenstierna (1866–1935), ständig adjunkt, vice häradshövding, kanslisekreterare, kyrkoadjunkt, kyrkoherde och vice pastor
- Gunnar Oxenstierna (1897–1939), filosof
- Johan Gabriel Oxenstierna (idrottare) (1899–1995), sjöofficer och idrottare
- Gabriella Oxenstierna (1936–2022), översättare